# Jernbanedirektoratet
Jernbanedirektoratet (deutsch in etwa „Eisenbahndirektion“, Abk. JBD oder JBDIR) ist eine norwegische staatliche Verwaltungsorganisation (norwegisch „Direktorat“) mit der Verantwortung für den Betrieb der Eisenbahnen in Norwegen.
Die Gründung des Unternehmens wurde bei der Sitzung des Königs mit dem „Statsråd“ (norwegisch „Kongen i statsråd“) am 5. Februar 2016 beschlossen und begann seine operativen Aufgaben am 1. Januar 2017. Die Gründung war Teil der Eisenbahnreform der Regierung Erna Solberg.

## Aufgaben
Jernbanedirektoratet untersteht dem Verkehrsministerium (norwegisch „Samferdselsdepartementet“) und nahm seine Arbeit am 1. Januar 2017 auf. Es ist für die strategische Entwicklung des Zugverkehrs, die Untersuchung der zukünftigen Transportbedürfnisse, die Koordination des Schienenverkehrs mit anderen Verkehrsträgern und für die Ausschreibung des Reisezugverkehrs verantwortlich.

## Verkehrsvergaben

### Trafikkpakke 1 Sør
Das „Trafikkpakke Sør“ (Verkehrspaket Süd) umfasst Fernzüge auf der Sørlandsbane von Oslo S über Kristiansand nach Stavanger, Nahverkehrszüge auf der Jærbane Stavanger–Sandnes–Egersund und Regionalzüge auf der Arendalsbane. Der Vertrag wurde mit Go-Ahead Norge AS geschlossen. Während der zehnjährigen Laufzeit erhält Go-Ahead Ausgleichszahlungen von insgesamt 1,5 Mrd. NOK, während der vorherige Betreiber allein für das Jahr 2018 486 Mio. NOK überwiesen bekam. Die Betriebsübernahme erfolgte zum 15. Dezember 2019.

### Trafikkpakke 3 Vest
Das „Trafikkpakke Vest“ (Verkehrspaket West) umfasst den Fernverkehr Oslo S–Bergen (Bergensbanen), den Regionalverkehr Bergen–Voss–Myrdal und den Nahverkehr Bergen–Arna (Vossebanen). Der Vertrag wurde mit dem bisherigen Betreiber Vy Tog AS geschlossen. Während der mindestens neun- und bis zu elfjährigen Laufzeit ab 13. Dezember 2020 erhält Vy Ausgleichszahlungen von insgesamt bis zu 2,2 Mrd. NOK.

### Trafikkpakke 2 Nord
Am 17. Juni 2019 gab Jernbanedirektoratet bekannt, dass das „Trafikkpakke Nord“ (Verkehrspaket Nord) mit den Strecken Dovrebanen, Rørosbanen, Raumabanen, Nordlandsbanen, Meråkerbanen und dem Linienzusammenschluss Trønderbanen an SJ Norge, einer Tochtergesellschaft der schwedischen SJ, vergeben wird. Zuletzt waren SJ Norge und Vy Tåg als Bieter aktiv. Ursprünglich nahmen drei Anbieter am Wettbewerb teil. SJ erhält eine Vergütung von insgesamt 1,24 Mrd. NOK (130 Mio. Euro), während das Angebot von Vy Tog die Summe von 1,59 Mrd. NOK enthielt. Für die Aufgabe wird SJ Norge Zugmaterial von Norske tog AS anmieten. Die Betriebsaufnahme durch SJ Norge sollte am 7. Juni 2020 erfolgen. Der Verkehrsstart verschob sich wegen umfangreichen Bauarbeiten auf der Dovrebane vom Sonntag, den 7. auf Montag, den 8. Juni.
Im Paket sind zahlreiche Verbesserungen mit zusätzlichen Zügen, vorwiegend auf den Nahverkehrsabschnitten, enthalten.
Auf den Strecken Trønderbanen, Meråkerbanen und Rørosbanen ist seit 2021 die Baureihe Type 76 eingesetzt. Diese Züge sind bimodal und haben einen zusätzlichen Wagen mit Dieselantrieb. Bei Stadler wurden im Dezember 2018 insgesamt 14 Züge bestellt. Diese ersetzen alle Dieseltriebwagen der Baureihe 92. Die ersten beiden Züge wurden 2020 ausgeliefert, der Planeinsatz erfolgte ab April 2021. Der erste Zug wurde von Verkehrsminister Knut Arild Hareide am 31. August 2021 in Trondheim offiziell dem Betrieb übergeben. Alle anderen 12 Triebzüge in SJ-Lackierung wurden 2021 ausgeliefert.

### Trafikkpakke Øst
Vy Tog Øst erhielt im März 2024 als Direktvergabe durch die Verträge „Østlandet 1“ und „Østlandet 2“ den gesamten regionalen und lokalen Zugverkehr in Ostnorwegen.

### Weitere Vergaben
Zudem sollten weiter vergeben werden:
- Trafikkpakke Oslo (2021)
- Trafikkpakke Oslokorridoren (2023)
- Trafikkpakke Flytoget (2025)

Die neue seit dem 14. Oktober 2021 im Amt befindliche Regierung Støre hat erklärt, dass die weitere wettbewerbsorientierte Auslagerung des Personenverkehrs auf der Schiene eingestellt wird. Hintergrund ist die Meinung der Regierung, dass die Europäische Union Norwegen nicht zwingen kann, neue Aufträge auszuschreiben. Verkehrsminister Jon-Ivar Nygård prüft den Stopp der laufenden Ausschreibungsverfahren.

## Organisation
Jernbanedirektoratet ist in fünf Abteilungen gegliedert:
- Marketing
- Abteilung für Entwicklung von Eisenbahnstrategien
- Abteilung für Personenverkehrsvereinbarungen
- Abteilung für Infrastrukturverträge
- Organisationsabteilung

Die Behörde ist zudem verantwortlich für das norwegische Eisenbahnmuseum und die norwegische Eisenbahn-Schule.

## Leitungsfunktion
Elisabeth Enger wurde zur Direktorin der Eisenbahndirektion ernannt. Christoffer Serck-Hanssen wurde Organisationsentwicklungsdirektor. 2019 hatte Kirsti Slotsvik die Leitung.